# ジェームス・ファニン

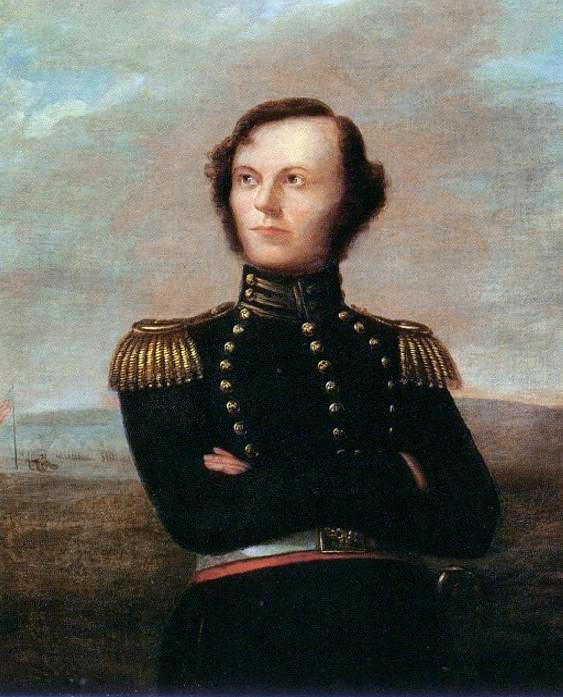
ジェームス・ファニン

ジェームス・ウォーカー・ファニン・ジュニア (James Walker Fannin, Jr., 1805年1月1日 - 1836年3月27日)は、19世紀のアメリカ合衆国の軍人で1835年から1836年のテキサス革命中のテキサスの指導者。

## 若年期
ファニンはジョージア州トゥイッグス郡で生まれた。彼の誕生は計画にないスキャンダルと考えられる。ファニンの母親は彼の父の妻ではなく、ファニンの祖父、ジェームス・ファニング(James W. Fanning)は、彼のラストネームから"g"を落とし、アメリカ独立戦争中はトーリー党の彼の兄弟と引き離した。彼の祖父は1803年に死に、ファニンの父、アイシャムは1817年4月26日に死亡した。

## 軍歴
ファニンは1819年7月1日、ウェストポイントのアメリカ合衆国陸軍士官学校に入学した。成績が悪く、遅刻欠席も多かった彼は退学した。

## 一般市民
1828年、彼は商人になるためにジョージア州コロンバスに移った。1829年7月17日にはミネルヴァ・フォートと結婚し、1830年生まれのジェイミーと1832年生まれのエリザの、2人の娘をもうけた。1832年、ファニンは非合法な合衆国への奴隷の輸入を始めた。1833年にはジョージア州トループ郡の州議会議員を務めた。

## テキサス(1834年 - 1835年)
1834年、ファニンはメキシコのコアウイラ・イ・テハス州(現在のテキサス州)ベラスコに入植し、そこで彼はおそらくプランテーションの農場主になった。1835年までにファニンはテキサスのメキシコ政府への抵抗勢力の一部となった。彼はテキサスの大義を助けるため、金銭上の支援と志願兵を求めて手紙を書いた。1835年4月、一度ニューオーリンズで多額の負債のために逮捕され、保釈金を払ってテキサスに戻った。9月、ファニンはテキサス軍の現役の志願兵になった。10月2日のゴンザレスの戦いに参加し、スティーブン・オースティンに援軍を派遣するよう要請した。ファニンは後に第1師団第1大隊でジェームス・ボウイと共に務めた。オースティンの指揮の下、ゴンザレスとサンアントニオ・デ・ベハル周辺の供給を確保し状況を安定させた。ファニンはボウイとともに、1835年10月にコンセプシオンの戦いにも参加した。

## テキサス(1835年 - 1836年)
1835年11月、オースティンはファニンとウィリアム・トラヴィスとおよそ150名の兵士に、メキシコ軍の供給ラインを断つよう命令した。11月13日、サミュエル・ヒューストンはファニンに、正規軍の総括監察官の地位を任じたが、ファニンは戦場での准将と「危険な地位」に戻してもらうよう求めた。1835年11月22日、ファニンは立派にオースティン率いる志願兵部隊を除隊し、より大きいテキサス正規軍での戦役に従事した。
1835年12月7日、ファニンはサミュエル・ヒューストンによって正規軍の大佐の地位に就くよう命じられた。1836年1月7日、テキサス臨時政府はファニンに、ヒューストンではなく政府のみに従う「軍事職員」を任じた。彼は来るべきタマウリパス州マタモロスでの戦役のため、軍団と物資を採用し始めた。しかしながら、ファニンの管理では志願兵を率いるのは難しかった。彼は正規軍の規律を制定したが、志願兵たちはそれに従わなかった。彼の軍の兵士の多くは、ファニンを高飛車な態度ととらえ、ある歴史家には彼はそのために無力な司令官であったと信じられている。ファニンの下で務めた兵士の大多数はテキサスに長くはいなかった。
2月初め、ファニンはベラスコから船で出発し、ジョージア大隊の4隊とコパノに上陸、レフュジオにいるテキサス軍の部隊に合流するために移動した。ホセ・デ・ウレア将軍率いるメキシコ軍の増派部隊がマタモロスに到着した時、街を攻撃するテキサス軍の計画は困難になったため、ファニンは25マイル北のゴリアドに撤退した。彼は部隊をプレシディオ・ラ・バイア(ラ・バイア砦)に宿泊させた。その時は第1砲兵隊の中佐だったファニンは、ゴリアドの防備を強化し始め、各部隊の隊長たちに兵の採用をさせた。
アラモ砦のトラヴィスからのアピールは、最終的に2月25日、ファニンに300名以上の兵士と4台の大砲を救援に向かわせ、それに少し遅れて、ファニンと彼の部隊は28日にサンアントニオへ90マイルほど移動した。この全体の救援作戦は失敗した。部隊は貨車を破壊されてかろうじてサンアントニオ川を渡河し、まだゴリアドが見える場所で野営せざるを得なかった。食料はほとんどなく、兵士の一部は朝まで裸足で、貨車を引く雄牛は行方が分からなくなった。
3月12日、ファニンはエイモン・バトラー・キング隊長とおよそ28名の兵士を派遣し、レフュジオに馬車を取りに行かせ、そこに残っていた家族を避難させるよう助けた。キングと彼の兵士は、レフュジオでウレア将軍の騎馬隊の先遣部隊に直面してしまい、古い伝道所に撤退した。地元の少年が町からこっそり抜け出し、ファニンにこの小衝突を警告した。ファニンはウィリアム・ワード中佐と120名の兵士をキング救出に向けた。ワードはメキシコ軍の小部隊をうまく撤退させ、兵士を休ませるため一泊することにした。1836年3月14日、ワードとキングはファニンのいるところに戻ろうとしていたところを、ウレア将軍と200名以上のメキシコ軍に攻撃された。同じ日、ヒューストン将軍はファニンにビクトリアへの撤退を命じた。

## コレトの戦い
3月19日午前9:30頃、ファニンはデファイアンス砦からゆっくり撤退を開始し、持ち帰れないものはすべて破壊した。ファニンは9台の大砲と500以上の予備のマスケット銃を持ち、重い物資と手荷物を担いでいた。ファニンが休止を命令するまで、縦列は6マイルほど行軍した。午後3:00頃、メキシコ軍の騎馬隊がファニンの軍隊の近くに出現した。テキサス軍はすぐさまウレア将軍の軍隊の攻撃に備えて大砲を設置した。激しい戦闘の後、メキシコ軍は100名から200名が死傷、テキサス軍の損失は7名から9名が殺され60名が負傷した。ファニンと彼の軍隊は、残りの軍隊に圧倒され、このコレトの戦いに降伏した。彼らはデファイアンス砦に戻らされ拘置された。
メキシコ軍のウレア将軍は、ビクトリアに向かう間、ホセ・ニコラス・デ・ラ・ポルティリャ大佐にラ・バイア駐屯地の指揮を命じた。1836年3月26日、アントニオ・ロペス・デ・サンタ・アナ将軍の命を受けた特使がポルティリャのもとに到着し、ポルティリャは翌日捕虜を撃ち殺す返事をした。1836年3月27日、ファニンの兵士は3列の隊列になり、全員至近距離から銃殺された。ファニンは着席し目隠しされて銃殺隊に狙撃された。
テキサス州ファニン郡、ジョージア州ファニン郡は彼の名前にちなんでいる。皮肉なことに、テキサス州ファニン郡の郡都はボーナムで、これはファニンにアラモへの救援を求めたジェームス・ボーナムの名にちなんでいる。タイラー近くに位置する、第二次世界大戦中に使用された大きい軍事訓練施設および戦争捕虜収容所であるキャンプ・ファニンも彼の名前からきている。